# Всемирный день перелётных птиц
Всемирный день перелётных птиц (World Migratory Bird Day; WMBD) отмечается каждую вторую субботу и каждое второе воскресенье мая по просьбе орнитологов лаборатории Корнелла, США с 1993 года.
И, хотя этот праздник считается международным, в основном мероприятия, связанные с этим днем, проводят в Северной Америке. Целью праздника является обращение внимания общества на глобальные экологические изменения, которые разрушают экосистемы ареала (зимнего и летнего) перелётных птиц, а также возвращение природных условий, привычных видам перелётных птиц для размножения, перелёта, высиживания яиц.
Начиная с 2016 года, праздник стал отмечаться 10 мая.
Всемирный день мигрирующих птиц (WMBD) является ежегодной кампанией по повышению осведомленности, в которой подчеркивается необходимость сохранения мигрирующих птиц и их местообитаний. Она имеет глобальный охват и является эффективным инструментом, помогающим повысить глобальную осведомленность об угрозах, с которыми сталкиваются мигрирующие птицы, их экологическом значении и необходимости международного сотрудничества для их сохранения.
Каждый год, в честь празднования WMBD, во всем мире принимаются меры и организуются такие общественные мероприятия, как праздники птиц, различные образовательные программы, выставки и экскурсии для наблюдения за птицами.
Все эти мероприятия в разных странах или регионах могут проводиться в любое время года, поскольку пик миграций в них наблюдается в разное время. Но главный день для международных празднований - 10 мая.
Еще в 1918 году был подписан «Международный договор о перелётных птицах», не решающий, однако, проблем, связанных с миграцией птиц.
Почти каждый десятый вид перелётных птиц находится под угрозой вымирания.

## См.также
- День орнитолога